# Getaria
Getaria (vroeger bekend onder de Spaanse spelling Guetaria) is een gemeente in de Spaanse provincie Gipuzkoa in de regio Baskenland met een oppervlakte van 11 km². Getaria telt 2.818 inwoners (1 januari 2016).
Getaria is een vissersplaats. Een ruime vissershaven bevindt zich aan de oostkant van de landengte tussen het centrum en het schiereiland San Antón, wegens de vorm bijgenaamd "De muis van Getaria". Een andere belangrijke economische activiteit is de wijnbouw; Getaria is het belangrijkste centrum van de txakolina-productie, een Baskische wijnsoort.
De belangrijkste bezienswaardigheden bevinden zich in het kleine historische centrum: de gotische Verlosserskerk (gereedgekomen in 1420) en het grote monument voor Juan Sebastián Elcano (1922). In de Verlosserskerk kwam in 1397 de eerste algemene vergadering van Gipuzkoa bijeen, wat vaak wordt beschouwd als het ontstaansmoment van deze provincie.

## Bezienswaardigheden
- Cristóbal Balenciaga Museoa, museum over modeontwerper Cristóbal Balenciaga

## Geboren in Getaria
- Juan Sebastián Elcano (1486/1487-1526), ontdekkingsreiziger
- Cristóbal Balenciaga (1895-1972), modeontwerper